# خبر خاصی نیست
خبر خاصی نیست فیلمی به کارگردانی مصطفی شایسته، تهیه‌کنندگی مرتضی شایسته و نویسندگی نازنین لیقوانی محصول سال ۱۳۹۳ است.

## خلاصه داستان
این فیلم داستان قصهٔ دو خواهر است که همراه با دختران تحصیلکرده و در شرف ازدواج‌شان، زندگی آرامی را می‌گذرانند اما برگزاری یک مهمانی خانوادگی و حضور مردی جوان و غریبه به عنوان مهمان ناخوانده، زندگی این دو خانواده را دست‌خوش چالش و بحرانی جدی می‌کند.

## بازیگران
- افسانه بایگان
- رؤیا تیموریان
- بیتا سحرخیز
- بیتا احمدی
- امیرحسین آرمان
- بیژن افشار
- ریحانه جعفری
- رضا کیانیان